# Lex romana Curiensis

Droit romano-germain
Droit du haut Moyen Âge
Lex romana Visigothorum lex et consuetudo rhétienne

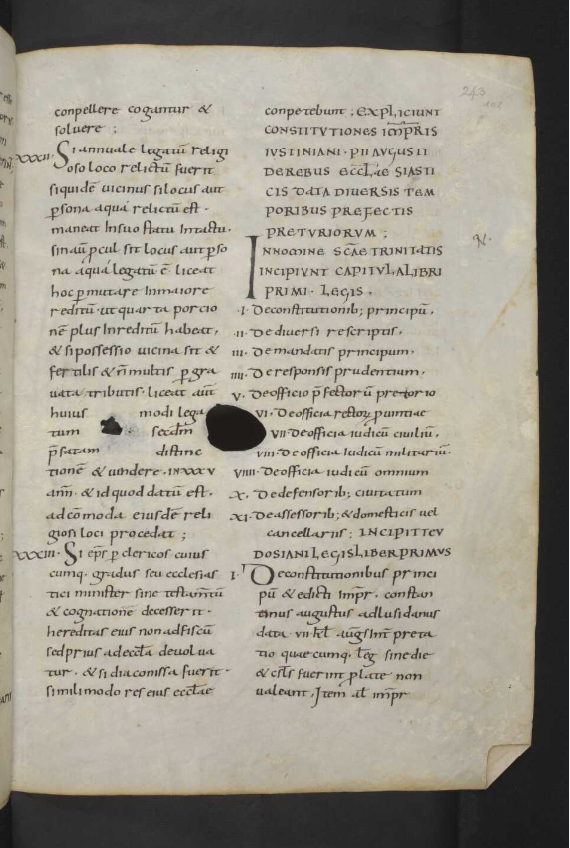
Première page de la Lex Romana Curiensis dans le manuscrit de Vérone. Le début du texte se trouve au milieu de la colonne de droite: In nomine s [an] c [t] ae Trinitatis incipiunt capitula libri primi legis (Au nom de la Sainte Trinité, les chapitres du premier livre de la loi commencent.. .).

La lex romana Curiensis, également connue sous le nom de lex romana raetica,  lex romana Utinensis  ou epitome sancti Galli,  est un  traité juridique latin du VIIIe siècle de la région de Churraetia . Ce n'était pas un code de loi en vigueur, mais un manuel à utiliser dans l'enseignement juridique . Néanmoins, cela a pu être la base de la lex et consuetudo rhétienne (loi et coutume) que Charlemagne a confirmée au début des années 770.

## Contenu
La lex romana Curiensis est une forme réduite du bréviaire d'Alaric (506). Il est divisé en 27 livres. Il ne traite pas tout le matériel du Bréviaire, peut-être parce que sa source était elle-même une version réduite. Il ne contient pas de sections sur certaines des soi-disant phrases de Paul, le Codex Gregorianus, le Codex Hermogenianus ou la Responsa de Papinian . Par sa conception générale et par son contenu, le texte apparaît en effet comme une reprise de la Lex romana Visigothorum, promulguée par Alaric II en 506. Les différences entre la Lex Romana Curiensis et le Bréviaire d'Alaric proviennent non pas des choix rhétoriques du créateur de ce dernier, mais des carences de sa formation juridique ce qui montre clairement un déclin de la connaissance du droit romain. Le copiste ne comprenait pas parfaitement le droit romain . La Lex Romana Curiensis est donc généralement présentée comme une version littéraire du droit romain vulgaire d'Occident .
Elle cite par exemple la loi romaine des citations de 426 mais, alors que la loi originale dit que les juges devraient suivre l'interprétation majoritaire de la loi et là où il n'y avait pas la lex Papianus, le rédacteur dit que l'avis de la plupart des défenseurs à la cour l'emportent et que les jugements devraient être décidés en faveur de quiconque pourrait citer la Lex Papianus, c'est-à-dire le Lex Romana Burgundionum. À d'autres endroits, le texte porte des marques d'influence juridique germanique .

## Origines et histoire du manuscrit
La date et le lieu de composition de la lex romana Curiensis sont contestés, bien que la plupart des chercheurs penchent aujourd'hui pour une origine au VIIIe siècle dans la région de Churraetia (canton actuel des Grisons) , . Auparavant sa composition était placé entre le milieu du VIIIe siècle et le milieu du IXe de Lombardie, à l' Istrie ou le sud de l'Allemagne . Selon Paul Vinogradoff, il "s'agit d'une déclaration de coutume légale, rédigée pour la population romane de la Suisse orientale, et utilisée également dans le Tyrol et le nord de l'Italie". L'historien croate Lujo Margetić affirme qu'elle a été produit sous Charlemagne vers 803 comme un "manuel juridique" pour les terres de l'ancien Avar Khaganate.
La lex romana Curiensis est entièrement conservée dans trois manuscrits ainsi que deux fragments. Deux des manuscrits ont été réalisés en Churraetia et se trouvent aujourd'hui dans les archives de l'abbaye de Pfäfers et de l' abbaye de Saint-Gall . L'autre est originaire de Vérone , bien qu'il ait été conservé longtemps à Aquilée puis à Udine, d'où Gustav Friedrich Hänel l' a emmené en Allemagne au XIXe siècle. Depuis lors, il réside à Leipzig . La copie du manuscrit de Véronèse a été associée au règne de Lambert en Italie. Les deux textes fragmentaires  sont tous deux de Milan .
L' éditio princeps (la première édition) de la lex romana Curiensis a été publiée par Paolo Canciani en 1789 à partir du manuscrit de Vérone. Comme l'ouvrage n'avait pas de titre dans le manuscrit, il lui a donné le nom de Lex Romana sous lequel il est connu depuis. Il la classa parmi les leges barbarorum (lois des barbares) .

## Remarques
1. ↑  "Raetian Roman Law", sometimes Lex romana raetica Curiensis.
2. ↑  "Roman Law of Udine".
3. ↑  "Epitome of Saint Gall".
4. ↑  St Gall: Stiftsarchiv Kloster Pfäfers, XXX and Stiftsbibliothek, 722[2].
5. ↑  Codex Utinensis: Leipzig, Universitätsbibliothek, 3493 + 3494 [Hänel, 8+9][2].
6. ↑  Milan: Biblioteca Ambrosiana, O. 55 sup. and San Ambrogio, Archivio Capitolare, s.n[2].

## Éditions
- Canciani, Paolo (éd. ). "Lex Romana" . Barbarorum leges antiquae cum notis et glossariis, vol. 4, p. 469–510. Venise, 1789.
- Zeumer, Karl (éd. ). "Lex Romana Raetica Curiensis" . Monumenta Germaniae Historica, Leges V, p. 289–444. Hanovre, 1888.
- Meyer-Marthaler, Elisabeth (éd. ). Die Rechtsquellen des Kantons Grisons: Lex Romana Curiensis . Aarau, 1959.